# Adelita Lulú
Adelita Lulú era el nombre artístico de Adela del Barco, una famosa cupletista madrileña de principios del siglo XX.

## Trayectoria
En 1913 tuvo a su cargo el estreno del cuplé ¡Ladrón! de Juan Martínez Abades en el Trianón Palace de Madrid.